# Akrosztichon
Az akrosztichon (névrejtés) görög eredetű szó. Az ákros (=rendkívüli) és a stíchos (=vers) szavak összekapcsolásával jött létre. Olyan költemény, melyben a versszakok (esetleg a sorok) kezdőbetűi összeolvasva egy nevet vagy valami mondást adnak ki (többnyire a szerző nevét). 
Ha a sorok utolsó betűit alkalmazza így az író, akkor telesztichont, ha a középmetszetnél lévő betűket, akkor mezosztichont kap. 
Az ógörög irodalomban Diogenész Laertiosz volt neves akrosztichoníró, de már a szibillai jóslatok is tartalmaztak hasonló elemeket. A középkori dalosversenyeken feladat volt ennek a verselési technikának a használata. A leghosszabb ismert akrosztichon szerzője, a 15. századi Johannes Rothe saját életét mesélte el a Thüringiai krónika 773 versszakának kezdőbetűivel.
Magyarországon ez a verselői játék különösen a 16.-18. században volt divatban. Míg Tinódi Lantos Sebestyén saját nevét, addig Balassi Bálint a szeretett hölgy nevét rejtette el ily módon. A 20. század legismertebb akrosztichonja Kosztolányi Nyár című verse, melynek kezdőbetűi kiadják, hogy "Nyald ki a seggem, Karinthi."
Példa: (François Villon)
Vitted méhedben, Szűz Fejedelemnő,
Isten fiát, ki lészen eljövendő,
Legfőbb urunkat, ki értünk a mennyből
Leszállt s bennünket megoltalmazott;
Oly ifjan kínhalált kereszten lelt Ő,
Nekünk Megváltónk, vallom, ekképp lett Ő –:
Élni-halni e hitben akarok.”
(Ballada, melyet édesanyja kérésére készített a költő, hogy imádkozhassék Miasszonyunkhoz, fordította Illyés Gyula)